# Geoffrey Chew
Pour les articles homonymes, voir Chew.
Geoffrey Chew, né le 5 juin 1924 à Washington (États-Unis) et mort le 12 avril 2019, est un physicien théoricien américain.

## Biographie
Geoffrey Chew était professeur de physique à l'UC Berkeley depuis 1957 et était émérite depuis 1991. Chew était titulaire d'un doctorat en physique théorique des particules (1944-1946) de l'Université de Chicago. Entre 1950 et 1956, il a été professeur à la faculté de physique de l'Université de l'Illinois. En outre, Chew était membre de l'Académie nationale des sciences et de l'Académie américaine des arts et des sciences. Il était aussi membre fondateur du Centre International de Recherches et Etudes Transdisciplinaires (CIRET) .
Chew était un élève d'Enrico Fermi. Il est le fondateur de la théorie du bootstrap  (en).
Parmi ses étudiants figurent David Gross, l'un des lauréats du prix Nobel de physique de 2004, et John H. Schwarz, l'un des pionniers de la théorie des cordes.

## Récompenses et distinctions
Chew a reçu le prix Hughes de l'American Physics Society pour sa théorie des interactions fortes en 1962. Il a également remporté le prix Lawrence en 1969 et le prix Majorana en 2008.